# Chore of Enchantment
Albums de Giant Sand
Build Your Own Night It's Easy
(1997) The Rock Opera Years
(2000)
Chore of Enchantment est un album de Giant Sand, sorti en 2000.

## L'album
Il fait partie des 1001 albums qu'il faut avoir écoutés dans sa vie.

### Titres
Tous les titres sont de Howe Gelb.
1. Overture (0:48)
2. (Well) Dusted (For the Millennium) (3:47)
3. Punishing Sun (3:13)
4. X-Tra Wide (3:27)
5. 1972 (1:03)
6. Temptation of Egg (3:41)
7. Raw (3:29)
8. Wolfy (4:25)
9. Shiver (4:00)
10. Dirty from the Rain (3:34)
11. Astonished (In Memphis) (5:32)
12. No Reply (4:34)
13. Satellite (6:48)
14. Bottom Line Man (4:41)
15. Way to End the Day (4:47)
16. Shrine (2:04)

### Musiciens
- Howe Gelb : guitare, piano, voix
- John Convertino : batterie
- Joey Burns : basse, violoncelle, guitare, voix
- Juliana Hatfield, Sofie Albertsen Gelb, Susan Marshall-Powell, Jackie Johnson, William Brown, Lydia Kavanaugh : chœurs
- Jim Dickinson : mellotron, piano, orgue
- John Parish : piano, orgue
- Kevin Salem : guitares, mellotron
- Rich Mercurio : batterie
- John Abbey : basse
- Rob Arthur : mellotron, orgue
- Nick Luca : piano
- Neil Harry : pedal steel guitar
- Alan Bezozi : boîte à rythme
- Scott Loder : basse
- David Mansfield : pedal steel, banjo
- Paula Brown : basse, voix
- Rainer Ptacek : slide guitar